# Cista Velika
Cista Velika je naselje u općini Cista Provo, u Splitsko-dalmatinskoj županiji.

## Zemljopisni položaj
Cista se smjestila u srcu Zagore, na zapadnom djelu Imotske krajine. Prostire se na visoravni dugoj 7 km, koju po sredini presjeca suvremena prometnica Imotski - Trilj. Sa sjevera od Dobranja i Sviba, Cistu dijele brda : Kravlja Glavica (667 m), Lukavac (422 m), te Šiljak (620 m). Od Katuna i Kreševa dijele je brda: Gradina (694 m), Visočica (751 m), i Vitrenik (660 m).

## Stanovništvo i povijest
Tragovi naseljenosti područja sežu daleko u prošlost. To potvrđuju brojne predpovijesne gomile, gradine, stećci i crkvine. Na tom području mijenjale su se mnoge civilizacije i ostavljale za sobom brojne tragove, koji se i sada vide, a neki se tek istražuju. Stanovništvo nikad kroz povijest nije bilo brojno, uglavnom se bavilo stočarstvom. Za vrijeme Turske vladavine Cišćani su selili prema Bosni dok su na prazna ognjišta dolazili stanovnici iz sela oko Cetine, a nešto i iz Hercegovine.
U prvoj polovici 17. st. je u Cisti došlo do prvog stupnja odvajanja od starohrvatske župe Radobilje kojoj je pripadalo od starina. Iako je još bila dijelom te velike župe, u Cisti je već bio kapelan koji je u njoj stanovao te službovao neovisno o Radobilji.
1754. se izričito u crkvenim papirima biskupa Pacifika Bizze naglašava da su Kreševo i Katuni glavna sela u župi Radobilji, a da su u župi još Blato, Nova Sela, Cista, Dobranje i Svib.
1825. se Cista dodatno odvaja, iako je i dalje pod Radobiljom - mjesto vodi svoje odvojene matice.
1845. se Cista odvaja od Radobilje (matice je imala Cista odvojeno već od 1825.).
U prvoj polovici prošlog stoljeca Cišćani su poznati kao "galantari"; da bi prehranili svoju brojnu obitelj bavili su se sitnom trgovinom. Selilo se van granica Domovine po europskim državama. Neki od njih su se uspjeli ekonomski visoko uzdignuti.
U 1857. i od 1910. do 1931. naselje je iskazivano pod imenom Cista, od 1869. do 1900. Čista, a od 1948. do 1991. Velika Cista. U 1869. i 1921. sadrži podatke za naselje Cistu Provo, kao i dio podataka u 1857. i 1931. Od 1857. do 1921. dio podataka sadržan je u naselju Biorine. Sadrži podatke za bivše naselje Cistu Grivu koje je u 1931. i 1948. iskazivano kao naselje.
| broj stanovnika | 759   | 1216  | 989   | 1005  | 1276  | 1237  | 1900  | 1733  | 1707  | 1732  | 1772  | 1885  | 1421  | 1497  | 1134  | 616   | 441   |
|                 | 1857. | 1869. | 1880. | 1890. | 1900. | 1910. | 1921. | 1931. | 1948. | 1953. | 1961. | 1971. | 1981. | 1991. | 2001. | 2011. | 2021. |

## Povijest
Područje Ciste Velike obiluje povijesnim nalazima: stećcima, gradinama i bunarima iz turskih vremena.

"Crljivica" je poznato mjesto koje obiluje s dobro sačuvanim stećcima. Na maloj gomili se nalazi šest stećaka sarkofaga, četiri sanduka i jedna ploča. Svi su oni uglavnom ukrašeni običnom ornamentikom. Sama gomila, po kojoj su razmješteni stećci, nije drugo nego staro groblje. Veliku gomilu koju je prepolovila glavna asfaltna cesta koja ide od Imotskog prema Trilju ima promjer 100 x 30 m. Na čitavom tom prostoru ima 16 stećaka sarkofaga, 56 sanduka i 15 ploča.
"Crkvine" je starokršcanska nekropola koja se nalazi kraj zaseoka Mandarići. Istraživanje ovog arheološkog lokaliteta započeo je don Lovre Katić još prije 2. svjetskog rata, da bi rat istraživanje prekinuo. Godine 1993. ekipa mladih arheologa, predvođena poznatim arheologom Dr. Nenadom Cambijem iz Splita nastavila je ta istraživanja.

Pronašli su ostatke čak pet starokršcanskih crkava od 2. – 7. stoljeća. Najstarija je ona s najširom apsidom. Na toj apsidi nađeno je dosta freski kojima je bila dekorirana. Pronđaneno je i dosta stupića od oltarnih pregrada, fragmenata kasnoantičke keramike te grobova.

## Promet
Kroz Cistu prolazi glavna cesta koja povezuje Imotski sa Sinjem. Ista je proširena i asfaltirana 1978. – 1979. Zanimljivo je da ide trasom stare "rimske ceste" koja je spajala grad Tilurij (Trilj) s gradom Novama (Runovići) te je u ono vrijeme bila vrlo važna prometnica u pravcu Salona - Narona. Obnovljena je za vrijeme pretura Adolfa Frantza (1854 - 1861).

Put Cista - Dobranje probijan je 1896. Isti je asfaltiran 1978. godine.
Tijekom 2012. i 2013. godine tvrtka Skladgradnja radila je rekonstrukciju ceste Cista - Dobranje

## Gospodarstvo
Gospodarstvo se u moderno vrijeme uglavnom svodi na uslužne djelatnosi. U prošlosti stoka se uzgajala na veliko no danas je broj grla uvelike smanjen radi lakšeg uzdržavanja.

Što se tiče poljoprivrede, Cista Velika je pasivan kraj; uzgaja se razno voće, povrće te u velikoj mjeri vinova loza - sve za osobne potrebe.

## Spomenici i znamenitosti
- Arheološki lokaliteti:
- Crljivica, stećci
- Gradina, iz 8. stoljeća pr. Kr.
- Zadužbina
- Vitrenik, gradina
- Crkvine
- Osoje-Mandarića strana, arheološka zona

Ostalo:
- Ikovača, pećina

## Obrazovanje
Prva školska zgrada u Cisti Velikoj počela se graditi 17. ožujka 1909. godine na intervenciju tadašnjeg župnika don Lovre Banovića. On je sklopio ugovor o gradnji za 10500 austijskih kruna, poklonio zemljište za gradnju i dao svoj prilog za njenu gradnu. Zgrada je građena po nacrtu a gradili su je Pavao i Marko Žaper iz Vrpolja kod Trilja, zatim Pavao Lucić, Ivan Bradarić i Ivan Voloder iz Tijarice. Dovršena je 25. lipnja 1911.

Nastava je prvi put održana 12. rujna 1911. U prvi razred upisano je 90 učenika, starosti od 7 do 10 godina. Svi učenici su bili iz Ciste Velike osim dva učenika koji su bili iz Ciste Provo. Nastava se odvijala u dvije smjene. Prva učiteljica bila je Dinka Franchini koja je radila do 1920. Godine 1916., 1917. i 1918., zbog rata i gladi nastava se održavala povremeno.

Ratne 1942. nastava se prekida. 12. svibnja 1942. vođene su borbe između partizana i ustaša prilikom čega su partizani zapalili školu u kojoj je sve izgorjelo pa i školska dokumentacija.

19. travnja 1947. počeo je rad u popravljenoj školskoj zgradi. Nastava se izvodi samo u prizemnoj učionici, jer zgrada nije u potpunosti adaptirana. Sve do 18. rujna 1955. škola u Cisti Velikoj bila je šestogodišnja. Tad se otvara VII. razred i škola mijenja naziv u "Narodnu osnovnu osmogodišnju školu" što je izazvalo veliko odušljevljenje u mjestu.

Osnovna škola u Cisti Velikoj osnovana je rješenjem Skupštine općine Lovreć od 1. rujna 1956. 1966. na sjednici Radne zajednice škola je dobila naziv "Ivana Gorana Kovačića" te je odlučeno da Dan škole bude 21. ožujka.

Formiranjem osmogodišnje škole javila se potreba za dodatnim školskim prostorom, pa se nastava pored stare školske zgrade odvijala i u zadružnom domu. Mjesne vlasti i školski kolektiv 1960. pokreću inicijativu za izgradnju nove školske zgrade. U jesen 1961. započinje izgradnja nove školske zgrade koja je dovršena 1969. a s radom je počela 10. studenog 1969.

## Kultura
U Cisti Velikoj održava se festival "Uz gangu i bukaru" koji nastoji napojiti sve žedne kulturno-tradicijskog izričaja i zabave. Festival je osmišljen tako da na razne načine koristi audiovizualno istraživanje u smjeru stvaranja male povijesti identiteta jedne zajednice.
Mještani nastoje sačuvati kulturnu baštinu i naslijeđe kroz kulturni događaj u obliku festivala Uz gangu i bukaru: "Spoj hrvatskog sjevera i juga", a usmjeren je na revitalizaciju i revalorizaciju hrvatske tradicijske kulture i tradicijskog načina života, uz nastupe pjevača tradicijskih oblika pjevanja (ganga, rera, ojkalica i bećarac), svirača tradicijskih instrumenata, nastupa amaterskih kazališnih družina koji prikazuju način 'na koji se nekad živjelo', pjesničkih i književnih večeri hrvatskih književnika i radionice snimanja na temu etnografske baštine Hrvatske.
Prvi festival održan je 2006. godine u zaseoku Rojnice, te se do 2011. godine održavao posljedjne subote u srpnju, a od 2012. godine održava se druge subote u kolovozu na lokalitetu Zadužbina (bunar).

## Poveznice
- Crljivica